# Jüdischer Verlag im Suhrkamp Verlag

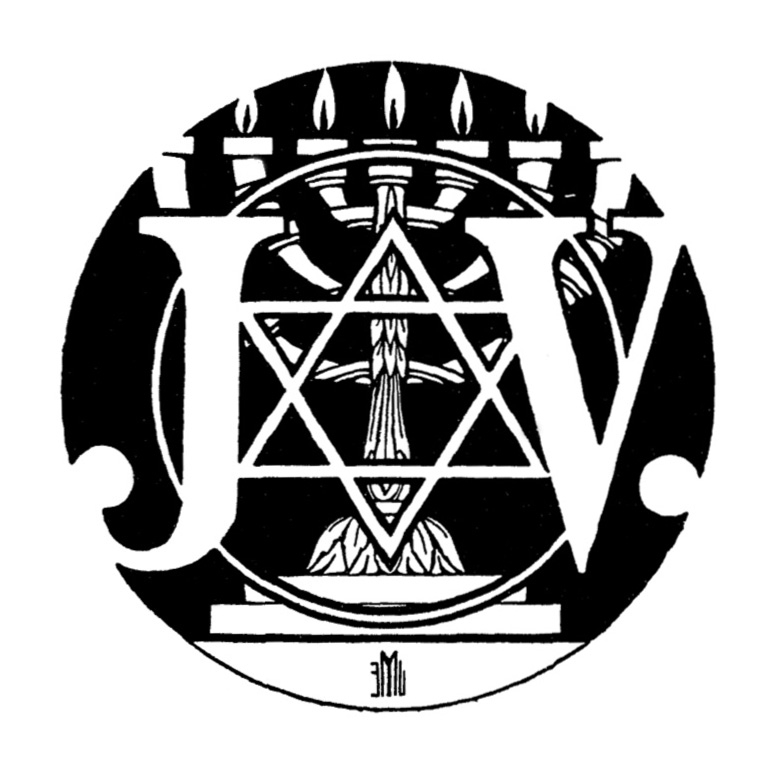
Das von E. M. Lilien gestaltete Signet des Jüdischen Verlags

Der Suhrkamp Verlag Jüdischer Verlag (vorher Jüdischer Verlag im Suhrkamp Verlag) ist ein Imprint des Suhrkamp Verlages, der sich der Förderung der jüdischen Kultur in deutscher Sprache widmet. Er wurde 1958 gegründet. 

## Geschichte
Im Jahr 1958 wurde der Jüdische Verlag in West-Berlin gegründet. Es bestand keine organisatorische Verbindung zum von 1902 bis 1938 tätigen gleichnamigen Jüdischen Verlag. 1978 wurde der Jüdische Verlag vom Athenäum Verlag übernommen und als ein rechtlich unselbstständiger Tochterverlag geführt.
1990 erwarb der Suhrkamp Verlag 51 % der Geschäftsanteile, das Verlagsprogramm erschien seit 1992 unter der Bezeichnung „Jüdischer Verlag im Suhrkamp Verlag“. Gegenwärtig ist der Jüdische Verlag ein Imprint beim Suhrkamp Verlag in Berlin-Prenzlauer Berg.
Das Verlagsprogramm konzentriert sich auf jüdische Themen und jüdische Literatur.

### Trivia
Für Aufsehen sorgte 1995 die Veröffentlichung des autobiographischen Buchs Bruchstücke des vermeintlichen Holocaust-Überlebenden Binjamin Wilkomirski, der von Daniel Ganzfried 1998 als Konfabulant entlarvt wurde. Dem damaligen Verlagschef, Thomas Sparr, wurde vorgeworfen, Ganzfrieds Enthüllungen nicht mit eigenen Recherchen nachgegangen zu sein.